# Protopolybia bella
Protopolybia bella är en getingart som först beskrevs av Ihering 1903.  Protopolybia bella ingår i släktet Protopolybia och familjen getingar. Inga underarter finns listade i Catalogue of Life.